# Cryptostylis ligulata
Cryptostylis ligulata är en orkidéart som beskrevs av Johannes Jacobus Smith. Cryptostylis ligulata ingår i släktet Cryptostylis, och familjen orkidéer. Inga underarter finns listade i Catalogue of Life.